# 小行星2351
小行星2351（2351 O'Higgins）是一颗围绕太阳公转的小行星。1964年11月3日，印第安纳大学在摩根县发现了此天体。
該小行星以智利民族獨立運動領袖貝納多·奧希金斯命名。
这颗小行星的绝对星等为61.69958等。